# Davián Quintana
Davián Quintana Jaime (ur. 2 listopada 1986) – kubański zapaśnik walczący w stylu wolnym. Triumfator mistrzostw panamerykańskich w 2017 roku.